# 5026 Martes
Martes (asteróide 5026) é um asteróide da cintura principal, a 1,8026877 UA. Possui uma excentricidade de 0,241886 e um período orbital de 1 339,29 dias (3,67 anos).
Martes tem uma velocidade orbital média de 19,31522422 km/s e uma inclinação de 4,28999º.
Este asteróide foi descoberto em 22 de Agosto de 1987 por Antonín Mrkos.